# BIXI (Montréal)
Pour les articles homonymes, voir Bixi.
BIXI (mot-valise, contraction de bicyclette et taxi) est le système de vélos en libre-service de la Ville de Montréal créé en mai 2009 et opéré par BIXI Montréal. Le service BIXI propose 11 000 vélos, dont 2620 vélos à assistance électrique, répartis sur 934 stations (2024) installées sur l'île de Montréal, à Longueuil, Laval, Boucherville, Terrebonne, Sainte-Julie et Sherbrooke.
BIXI est le premier système de vélos en libre-service lancé par PBSC Solutions Urbaines, fournisseur et opérateur de systèmes de vélopartage dans le monde.

## Historique
L'idée d'établir un réseau de bicyclettes publiques à Montréal est venue durant l'élaboration du Plan de transport de la Ville de Montréal finalisé au printemps 2008. Le principe était déjà populaire dans de nombreuses villes européennes depuis le milieu des années 2000, notamment Bicing à Barcelone, Vélib' à Paris ainsi que le Vélo'v à Lyon. C'est dans ce contexte, en octobre 2007, qu'André Lavallée, responsable de l'aménagement urbain et du transport collectif au comité exécutif de la Ville de Montréal, annonçait la décision de la Ville de Montréal de créer un tout nouveau système de vélos en libre-service pour Montréal.
Au lieu de s'associer avec un annonceur ou avec un autre partenaire du secteur privé, la Ville de Montréal donne le mandat de concevoir et d'exploiter le réseau à Stationnement de Montréal, l'exploitant du stationnement public de la Ville.
Quelques années avant d'obtenir le mandat du réseau BIXI, Stationnement de Montréal avait mis au point des terminaux de paiement de stationnement automobile mis en réseau sans fil et alimentés à l'énergie solaire. Les nouveaux terminaux de service alimentés à l'énergie solaire qui ont été mis au point pour les stations BIXI utilisent la même technologie de réseautage et la même infrastructure TI que les terminaux de paiement de stationnement automobile existants (réalisé et géré par 8D Technologies).
Le design du vélo montréalais a été conçu, en 2008, par le designer industriel montréalais Michel Dallaire alors que la réalisation physique a été faite en collaboration avec Devinci, entreprise du Saguenay ainsi qu'avec Rio Tinto Alcan. C'est à l'automne 2008 que la Société de vélo en libre-service a été créée par Stationnement de Montréal pour officiellement exploiter le système.
Après un concours auquel la population fut invitée à participer, le nom BIXI, proposé par Michel Gourdeau, a été retenu à l'automne 2008 parmi 8 896 suggestions. BIXI est un mot-valise, contraction des mots BIcyclette et taXI.
L'exploitation débute à pleine capacité dès la première phase en mai 2009 : 3 000 bicyclettes et 300 stations seront alors déployées dans les arrondissements centraux et denses de Ville Marie (qui inclut le centre ville et le Vieux-Montréal), du Plateau Mont-Royal et de Rosemont–La Petite-Patrie. Ce système comptait 5 000 vélos et 400 stations lorsque les équipements ont été enlevés des rues et entreposés à fin de la première année d'exploitation (novembre 2009). La saison 2010 a débuté le 20 avril avec 246 stations et 3 000 vélos.
En août 2010, dans le cadre d’un projet-pilote, un nombre limité de stations BIXI avaient été également déployées dans les arrondissements de LaSalle, Saint-Laurent, Ahuntsic-Cartierville ainsi que Verdun. L’objectif était de permettre aux gens d’utiliser BIXI sur de courtes distances à proximité des commerces, des institutions et des moyens de transport existants.
Le 30 novembre 2010, BIXI termine sa deuxième saison d’opérations avec 3,3 millions de déplacements, près de 30 000 membres soit près de trois fois plus comparativement à 11 000 à la fin de la première année. Plus de 118 000 nouveaux utilisateurs ont essayé les vélos BIXI durant la saison 2010.
Le 17 mai 2011, le conseil municipal de Montréal a entériné un plan de sauvetage de la Société de vélo en libre-service (SVLS), la firme qui assure l’exploitation de BIXI. Le service de vélo en libre-service s’avère en effet déficitaire sur le territoire montréalais depuis son implantation en 2009 (les profits dégagés en 2010 provenant uniquement de la vente du concept dans les villes étrangères). C’est pourquoi l’administration du maire Gérald Tremblay a consenti d’une part à prêter 37 millions $ à la SVLS et, d’autre part, à garantir ses emprunts jusqu'à concurrence de 71 millions $. Ce prêt a été dénoncé par les deux partis d’opposition à la Ville de Montréal (Vision Montréal et Projet Montréal). À sa défense, Roger Plamondon, le président de la SVLS, a fait rappeler que cette aide de 107 millions n’était pas un don ou un cadeau, mais un prêt à rembourser avec intérêts. L’entreprise a jusqu’en 2023 pour rembourser la Ville, à raison de 3 millions par année, à un taux d'intérêt de 2 %.
Le 23 janvier 2019, BIXI annonce la signature d'une entente de 10 ans avec la Ville de Montréal qui prévoit que le service BIXI sera déployé dans les 19 arrondissements montréalais d’ici 2028.
Près de deux mois après son début de saison 2022, BIXI enregistre plusieurs records d'utilisation. Pas moins de 1,3 million de déplacements ont été enregistrés en mai, un pic mensuel pour l'organisme.
BIXI entame un projet-pilote à l'hiver 2023-2024 en offrant des vélos disponibles pendant les mois d'hiver. Le réseau de la première saison hivernal comprend 150 stations et 1500 vélos autour du Réseau express vélo (REV) et des pistes cyclables déneigées en hiver. Aucun vélo électrique n'a été disponible entre le 16 novembre 2023 et le début de la saison estivale, et les vélos utilisés l'hiver sont munis « de pneus à crampons et de pédales antidérapantes ». À la fin de l'hiver, le 22 mars, BIXI avait enregistré plus de 50 000 déplacements, pour une moyenne quotidienne de 3700 malgré des débuts tumultueux avec la neige et la glace qui rendaient les points d'ancrage, et le verrouillage des vélos, difficile.
BIXI a fracassé des records d'utilisation en 2023, avec 576 000 utilisateurs, et enregistrant plus de 11 millions de déplacements -- dont plusieurs journées avec des pointes atteignant les 70 000 déplacements.

## Description

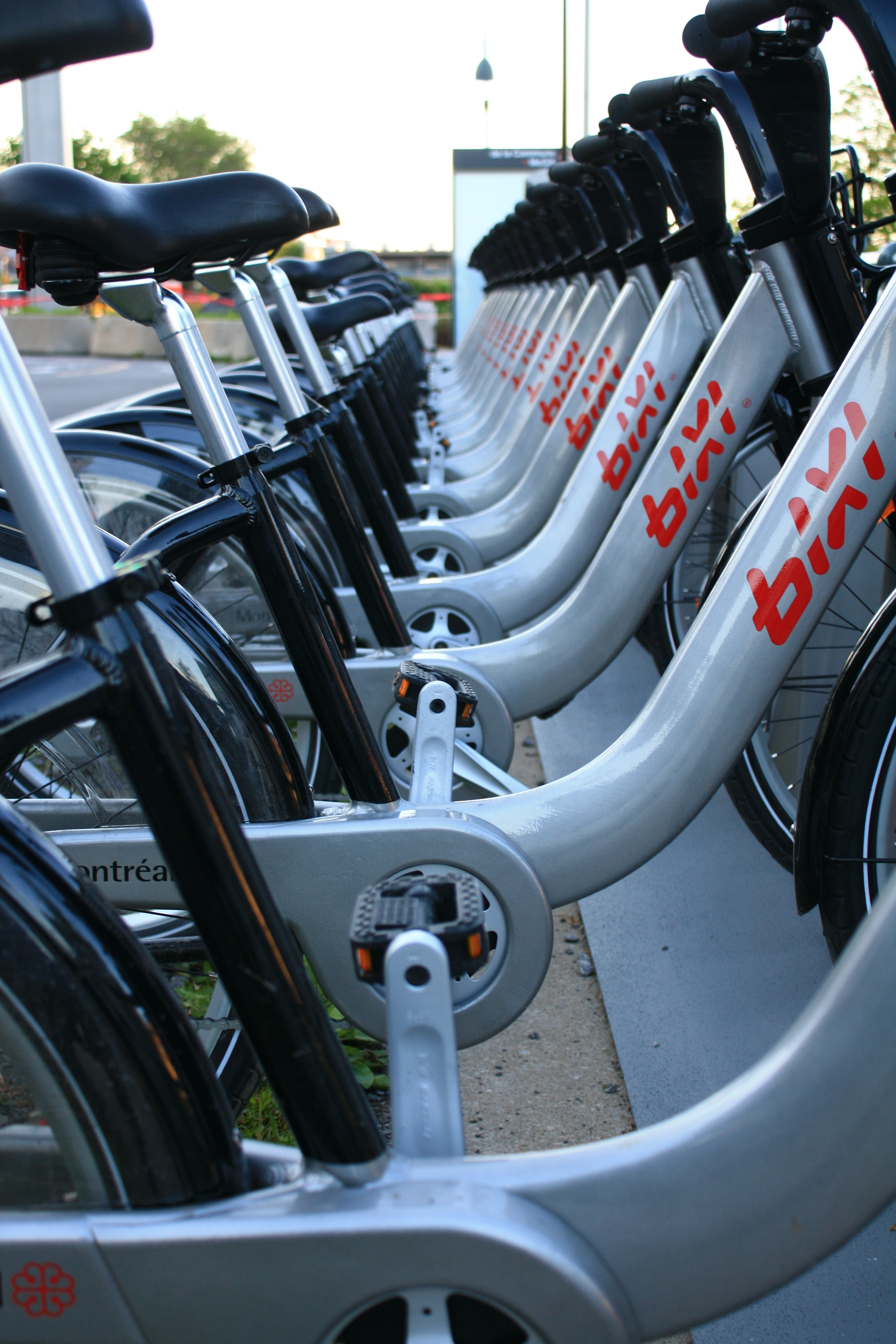
Le système de vélopartage BIXI a été mis en place en mai 2009 à Montréal.

BIXI est un programme de Vélo en libre-service. Ce service offre le vélo comme mode de transport urbain collectif. Les usagers louent un vélo dans une station à proximité et le rapportent à n'importe quelle station du réseau. Le vélopartage est conçu pour les déplacements de courte durée.
En 2013, le service BIXI proposait 5120 vélos (Ville de Montréal: 5000, Ville de Westmount: 50, Ville de Longueuil: 70) répartis sur 461 stations (Ville de Montréal: 450, Ville de Westmount: 5, Ville de Longueuil: 6).
En mai 2014, BIXI comptait 35 333 abonnés pour la saison 2014.
En 2017, BIXI proposait 6200 vélos répartis sur 540 stations, atteignant 6 250 en 2018.
En 2019, BIXI augmente sa flotte à 7 250 vélos répartis sur 600 stations. En août 2019, l'organisme ajoute stations et vélos à Laval pour totaliser 7430 vélos répartis sur 610 stations.
En 2024, la flotte de BIXI serait de 11 000 vélos.

### Les stations d'ancrage
Les terminaux de service et les socles de fixation des bicyclettes sont montés sur des plates formes, ce qui crée des modules de stations autonomes portables. L'installation consiste simplement à déposer le module de stations sur la chaussée. Comme les stations sont alimentées à l'énergie solaire et sont mises en réseau sans fil, aucun fil n'est requis. Par conséquent, l'installation des stations est rapide et peu coûteuse. Comme les stations sont portables, la répartition peut être adaptée rapidement en fonction de la demande. Cette technologie permettra aussi d'enlever le matériel l'hiver (mi-novembre à mi-avril) lorsqu'il pourrait être endommagé par les éléments et qu'il pourrait entraver le déneigement.

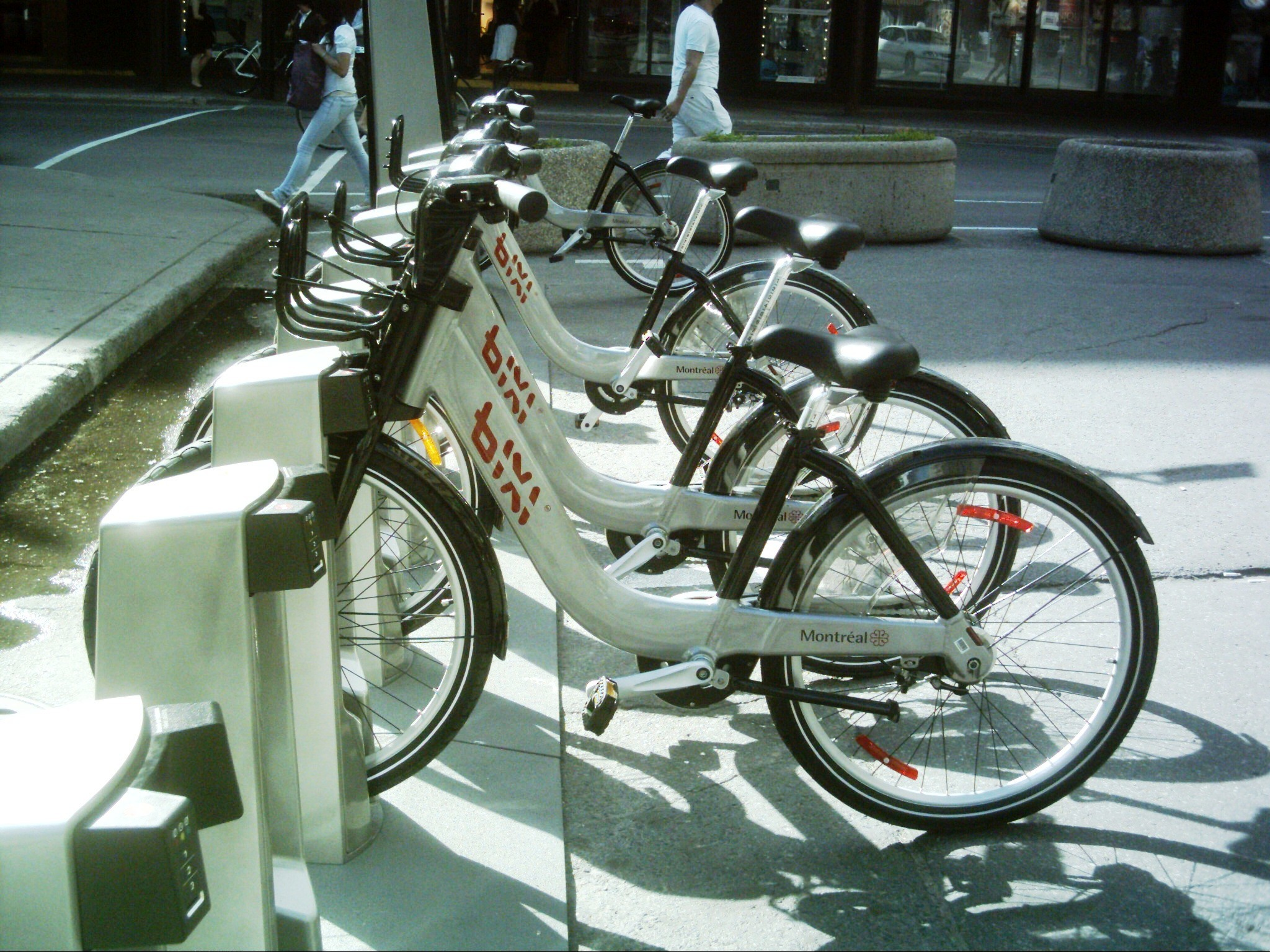
Station d'ancrage située au square Phillips

Une station d'ancrage possède deux composantes. La première composante est constituée d'une station de location en libre-service permettant la location de vélo par une personne ne possédant pas un abonnement en utilisant une carte bancaire (Visa, MasterCard ou Amex). Cette station est autonome: des panneaux solaires assurent l'alimentation électrique et une liaison sans-fil permet une liaison avec l'ordinateur central du locateur.
La deuxième composante est constituée d'une série de dispositifs de support verrouillants les vélos. Lorsqu'un usager désire prendre un vélo, il insère sa clé BIXI dans le lecteur ou entre le code à 5 chiffres qui lui a été préalablement donné par la station de location.
Les stations d'ancrage servent de points de stationnement pour les bicyclettes. Ces stations modulaires sont contrôlées par la technologie sans fil RFID. Un bouton-poussoir est utilisé pour signaler les vélos BIXI endommagés. Les usagers peuvent louer des bicyclettes avec une clé procurée lors d’une inscription en ligne à long terme (clé BIXI), ou avec un code d'accès fourni par la station de paiement. Les stations de paiement sont opérées par des écrans tactiles et n'acceptent que les cartes de crédit comme méthode de paiement. L’innovation de la station d’ancrage réside dans son architecture modulaire et sa simplicité grâce à l’innovation de Charles Khairallah, président de Robotics Design Inc.,,,
avec le co-inventeur Michel Dallaire, designer industriel. Chaque station d’ancrage est formée de quatre bornes, chacune de ces bornes contenant une cassette avec la serrure, le système de contrôle et de communication ainsi que les capteurs.
En 2024, BIXI Montréal prévoit implanter des « mégastations » pour s'attaquer au problème récurrent des stations vides dans certains quartiers.

### Système
Chacune des stations BIXI se compose de points d’ancrage où sont verrouillés les vélos et une borne transactionnelle. Cette dernière permet de retirer le vélo à l'aide d'une clé abonné à puce (« clé BIXI ») ou d'un code d'accès obtenu à la suite d'un paiement par carte de crédit. Des panneaux d'information et de publicités se trouvent également aux stations. La station fonctionne à l'aide d'un courant électrique généré par des panneaux solaires.
Une station simple occupe l'espace d'une place de stationnement. Les stations peuvent au besoin s'imbriquer l'une dans l'autre pour créer de plus grandes stations aux endroits plus achalandés. L’emplacement des stations a été déterminé selon plusieurs paramètres, tels que la densité de la population, la présence de points d’intérêts (université, piste cyclable, station de métro) et les habitudes de déplacement de la clientèle.

### Les vélos
Le vélo BIXI, au design unique créé par le designer Michel Dallaire, a été conçu en ayant comme objectifs d'être robuste, sécuritaire et adapté à une grande variété d’usagers. Le cadre d’aluminium et le guidon sont formés d’une seule pièce dans laquelle les câbles sont dissimulés, les protégeant du vandalisme et des intempéries[réf. nécessaire]. Un pare-chaîne est également intégré à la structure du vélo, protégeant à la fois la chaîne et les vêtements du cycliste. La bicyclette possède des phares avant et arrière allumés en tout temps lorsque le vélo est en mouvement et un centre de gravité abaissé pour une stabilité optimale. Les pneus sont gonflés à l’azote pour une plus grande durabilité. La vaste majorité des vélos possèdent 3 vitesses mais des vélos 7 vitesses ont été intégrés au réseau BIXI à l'automne 2009
En 2019, 160 vélos électriques de couleur bleue ont été proposés aux stations dans le cadre d'un projet pilote. Devant le succès remporté par ces vélos rapidement adoptés par les Montréalais, 1000 BIXI électriques ont été ajoutés à la flotte au cours de la saison 2020.
En 2024, BIXI compte plus de 11 000 vélos, dont 2600 sont à assistance électrique. Le 16 novembre 2024, le comité exécutif de la ville de Montréal approuve une dépense de 8,6 millions pour ajouter plus d’un millier de vélos en 2025.

### Site Web
Toutes les informations concernant les stations et la disponibilité des vélos et des points d’ancrage sont disponibles en temps réel sur Internet. Un espace personnel, auquel tous les abonnés BIXI (abonnés 30 jours et annuels) ont accès, permet à l'utilisateur de consulter les informations de sa propre utilisation de BIXI ainsi que les détails de sa facturation.

### Abonnements et accès

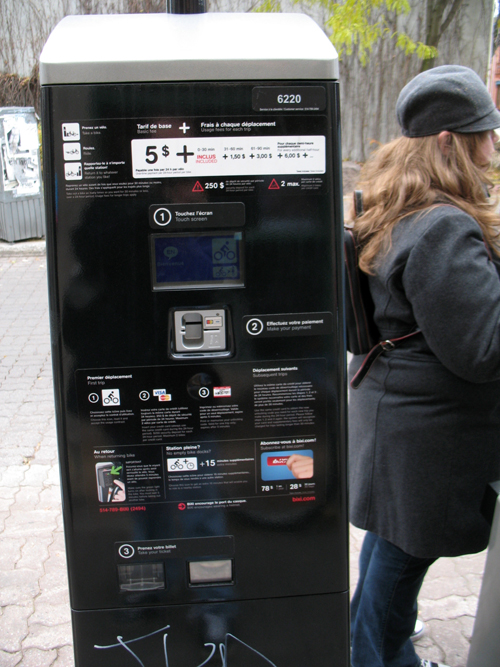
Une borne de paiement du système BIXI.

Pour utiliser le service, l’usager peut s'abonner ou en faire usage à la pièce. Ensuite, une tarification à la minute s’applique.
Pour la saison 2025, les types d'accès sont les suivants:
- Abonnement saisonnier (Périodes de validité du 15 avril au 15 novembre chaque année)[35]
- Abonnement mensuel (Périodes de 30 jours)[36]
- Aller simple[37]

L'achat des abonnements se fait via le site web ou l'application mobile BIXI, alors que les allers simples peuvent s'obtenir via l'application mobile et la borne transactionnelle des stations. Un dépôt, habituellement retourné en 10 jours après la location de vélo, est prélevé lors de l'achat d'un aller simple.

### Le manifeste
Le service BIXI s'est doté d'un manifeste pour exprimer sa vision du vélopartage. Il se libelle ainsi : «Beaucoup plus qu’un simple mode de transport, BIXI est aujourd’hui un fabuleux raccourci qui permet de circuler librement dans la ville où et quand on le désire, pour aller là où l’inspiration, le devoir et/ou le plaisir nous mènent.»

## Lancement de BIXI

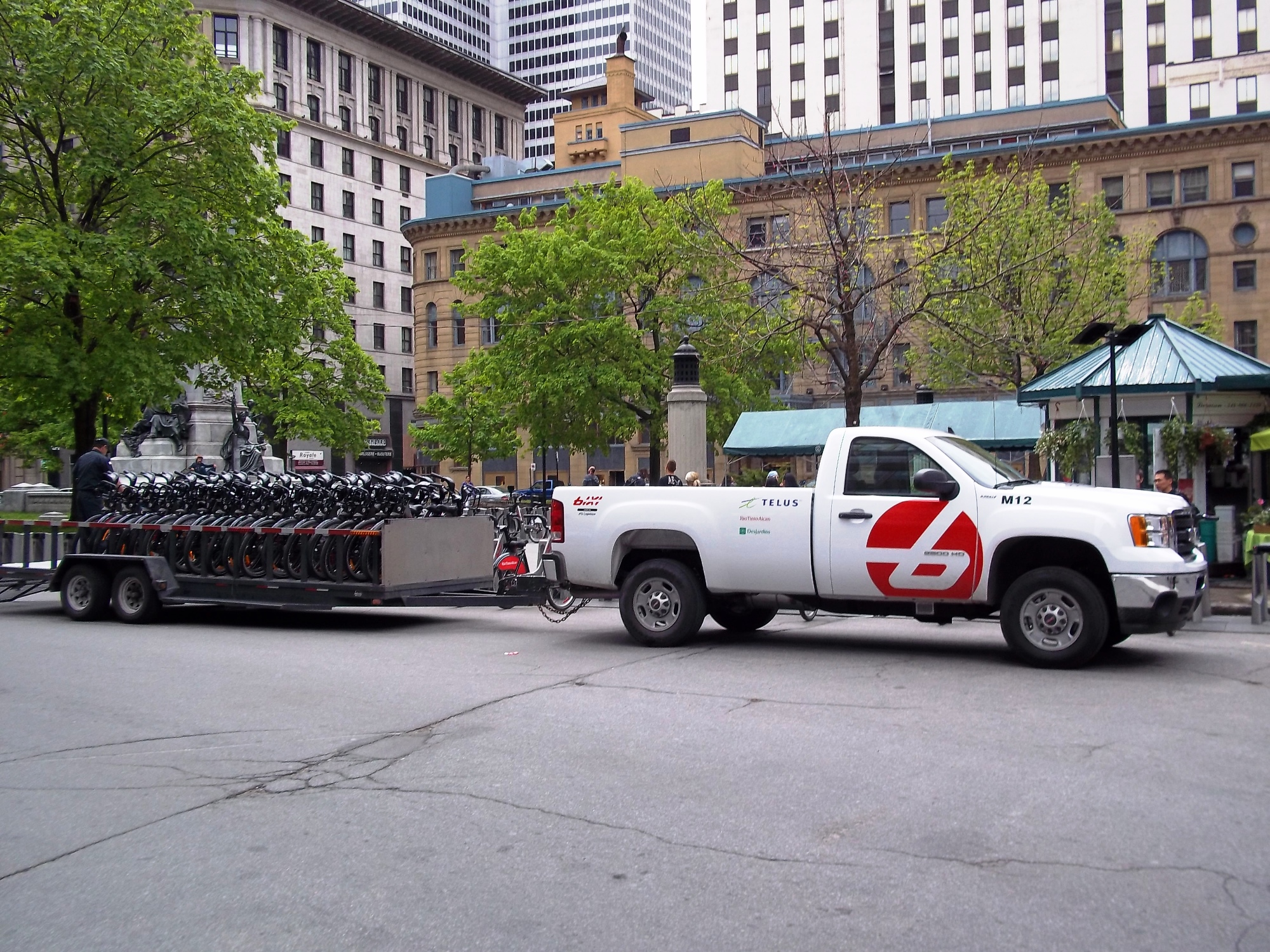
Camionnette avec remorque pour l'entretien du parc de vélos Bixi
au travail au square Phillips

BIXI a été lancé officiellement le 12 mai 2009, mais dans des proportions plus modestes que prévu. En effet, des 150 bornes qui devaient être en place le jour du lancement, on n'en comptait qu'une soixantaine. Des bornes supplémentaires ont été ajoutées rapidement pour atteindre 300 au début juillet,.
BIXI a connu un vif succès à ses premiers mois de service à Montréal, en dépit de quelques plaintes de citoyens ou de commerçants mécontents de l'emplacement des stations ou de quelques cas de vandalisme durant le congé de la Fête nationale.
À peine sept semaines après sa mise en service, BIXI comptait déjà 6 300 abonnés, ce qui dépassait les espérances de la Ville de Montréal.
Dans son édition du 5 juillet 2009, le quotidien La Presse mettait en doute la robustesse des vélos offerts par BIXI et soutenait qu'un engin sur cinq était défectueux. Cette estimation s'appuie toutefois sur la simple observation des journalistes ayant visité 30 des 300 stations disséminées à travers la ville, et sur les commentaires de quelques usagers rencontrés.

## Controverses

### Campagne de marketing douteuse
En mai 2009, il fut révélé que la promotion de BIXI avait, entre autres, été effectuée au moyen d'un faux blogue mettant en vedette trois supposés adeptes du vélo. L'agence de publicité Morrow Communications et Stationnement de Montréal ont reconnu avoir créé de toutes pièces le blogue À vélo citoyens et que les trois « blogueurs » qui étaient chargés de sa rédaction (Mélanie Gomez, Jean-Michel Simoneau et Pénélope Riopelle) n'existaient pas réellement. Cette campagne de marketing virale, assujettie à un groupe Facebook ayant attiré plus d'un millier d'intéressés, s'est attiré de vives critiques dans les médias et dans la blogosphère, plusieurs internautes estimant avoir été trompés,. Cette pratique s'apparente à l'astroturfing qui, bien que légale au Canada, est illégale ou prohibée dans d'autres pays et soulève des questions éthiques

### Membres Fondateurs
Avant de lancer le système BIXI à Montréal pour tester le potentiel du marché que la ville avait à offrir, les administrateurs du système ont créé la notion de "Membre Fondateur"
,. En septembre 2008, les 1000 premières personnes qui s’abonnaient en payant à l'avance le système BIXI devenaient automatiquement Membre Fondateur. Une fois les 1000 premières personnes dépassées vers mars 2009, le système fut étendu aux 2000 premières personnes (atteint en juin 2009). Les administrateurs ont promis pour ses fameux Membres fondateurs des avantages supplémentaires renouvelables annuellement que les autres membres souscrivant plus tard n'auront pas : des réductions et des cadeaux réguliers de partenaires, une réduction sur l'abonnement annuel supérieure à celle des membres ordinaires, une clé personnalisée spéciale Membres Fondateurs (clé noire). Au lancement de l'offre BIXI, les membres réguliers étant durs à rejoindre, ils ont eu finalement des avantages supérieurs aux Membres Fondateurs, qui ont été complètement oubliés, recevant les mêmes cadeaux que les membres réguliers. Seule la clé noire d'accès leur a été donnée. Aucun cadeau ni réduction supplémentaire ne leur ont été accordés, malgré la promesse de vente faite lors de leur abonnement. Toutefois, depuis 2012, des cadeaux ont été offerts aux membres fondateurs tels que des ponchos, un renouvellement à tarif très réduit, etc. Actuellement, la notion de Membre Fondateur est encore reprise dans les nouvelles villes en déploiement pour leur donner la clé noire distinctive et des réductions aux futurs prix réguliers.

### Applications Web et iPhone
À la fin mai 2009, Stationnement de Montréal a mis en demeure l'entreprise web Sparko, qui venait de créer un site de renseignements sur BIXI pour le Web mobile. Le site gratuit permettait de se renseigner sur la disponibilité des vélos et palliait le problème de chargement sur l'iPhone et autres Smartphones de la page web, trop lourde, du site officiel de BIXI. Stationnement de Montréal reprochait à Sparko de s'être approprié la marque BIXI et de l'avoir utilisée pour faire la promotion du site, notamment au moyen d'autocollants apposés sur des vélos BIXI. Le site Web a rapidement été désactivé. Les disponibilités des points d'ancrage et des vélos peuvent être facilement consultées via le site web « Secure.bixi.com/map », Bixou, une application iPhone payante, anciennement nommée « iBixi », et Spotcycle, une application gratuite pour iPhone, Android et BlackBerry, permettent également de consulter, à l'aide d'une carte, le nombre de points d'ancrage disponibles. Depuis 2013, une nouvelle application officielle lancée par la compagnie Société de vélo en libre-service a été mise à la disposition des utilisateurs - l'application BIXI.

## Conception et gestion
La Ville de Montréal, dont le projet BIXI fait partie du plan de transport Réinventer Montréal, a octroyé le mandat de concevoir, de développer et d’exploiter ce nouveau service à la Société en commandite Stationnement de Montréal. Pour ce faire, la société a mis sur pied la Société de vélo en libre-service. Le design des composantes du système a été confié au designer industriel Michel Dallaire. Le département de la recherche et du développement de la compagnie Devinci a obtenu le mandat de faire la conception et les tests afin de s'assurer que le BIXI serait durable et efficace. Devinci est le fabricant des vélos BIXI de A à Z. Quand les vélos BIXI quittent l'usine de Chicoutimi, ils sont prêts à rouler. 8D Technologies a été mandatée pour le développement du système d’opération logiciel de BIXI.
Le système d’opération logiciel de BIXI a été développé à partir de celui du système « Payez Partez » de stationnement de la ville de Montréal, primé par l’International Parking Institute.
Le système BIXI est en processus d’approbation pour sept brevets :
- quatre brevets pour innovation en matière de vélo;
- un brevet pour la modularité du système;
- un brevet pour le système d'opération alimenté à l'énergie solaire;
- un brevet pour le mécanisme de verrouillage.

Cependant, à cause du manque de solidité des dispositifs de verrouillage dont une partie est faite en plastique, fin juin 2009 plusieurs stations ont été vandalisées et une quarantaine de vélos ont été volés.
La viabilité financière du plan d'affaires, basé sur l'auto-financement par les usagers sans appel substantiel à la municipalité ou à une entreprise de transports comme c'est le cas dans d'autres solutions, pose encore question.

## Exportation du concept BIXI

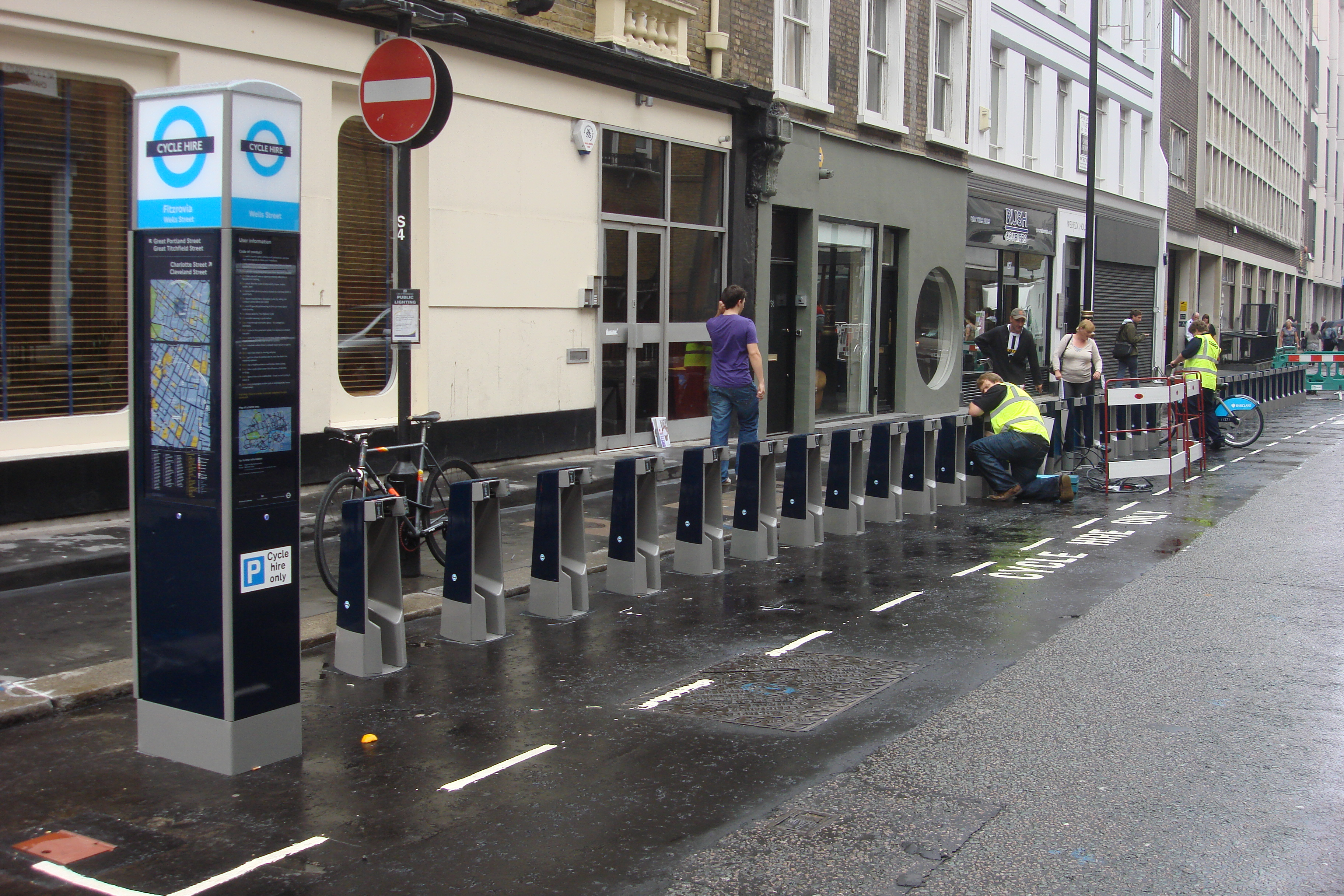
Le système de vélo de Londres Barclays Cycle Hire

BIXI a fait l'objet d'un projet pilote à Ottawa/Gatineau de juin à septembre 2009.
Le 12 août 2009, la Ville de Montréal annonçait avoir conclu des ententes pour exporter BIXI aux villes de Londres (Angleterre) et Boston (États-Unis).
Le 3 février 2010, la Ville de Montréal annonçait avoir conclu des ententes pour exporter BIXI aux villes de Melbourne (Australie) et Minneapolis (États-Unis).
Le 21 mai 2010, la Ville de Montréal annonçait avoir conclu des ententes pour exporter BIXI à la capitale des États-Unis, Washington (District de Columbia), à sa voisine, la ville d’Arlington en Virginie, de même que sur le campus de la Washington State University, situé quant à lui sur la côte ouest, dans l’État de Washington. Dès l'automne 2010, 1 100 nouveaux vélos BIXI seront disponibles dans l’une ou l’autre des 114 stations qui seront prochainement implantées au cœur de cette agglomération, alors qu’une trentaine de vélos BIXI seront mis à la disposition des étudiants du campus de la Washington State University.
Depuis le lundi 31 mai 2010, les habitants de Melbourne, la deuxième plus grande ville australienne, peuvent effectuer leurs déplacements sur un vélo BIXI. 610 nouveaux vélos BIXI sont disponibles dans l’une ou l’autre des 52 stations installées au cœur de la ville. En plus de fournir le système, notons que BIXI est responsable du support technique, de la formation et de l’approvisionnement en matière de pièces.
Le tout premier lancement de BIXI dans une ville américaine avait lieu le 10 juin 2010 à Minneapolis, au Minnesota. Sept cents nouveaux vélos sont disponibles dans l'une ou l'autre des 65 stations installées au cœur de la ville. En plus de fournir le système, notons que BIXI est responsable du support technique, de la formation, de l’approvisionnement des pièces ainsi que du centre d'appels destiné au service à la clientèle. BIXI travaille de concert avec l'organisme Nice Ride Minnesota, un organisme sans but lucratif spécialement créé pour l'implantation d'un projet de vélos en libre-service à Minneapolis.
Le 30 juillet 2010, le maire de Londres, Boris Johnson, a procédé au lancement de la franchise BIXI. Le système BIXI de Londres est baptisé Barclays Cycle Hire, du nom de son commanditaire principal. Il s’agit là du plus important mandat confié à BIXI à ce jour, qui livre à la Ville de Londres quelque 6 000 vélos et pas moins de 400 stations. En février 2015, TfL (Transport for London), responsable du système BIXI de Londres, a signé un nouveau contrat de commandite avec la Banque Santander. Santander a donc succédé à Barclays comme commanditaire du système et le rouge-orangé, couleur de Santander, a remplacé le bleu Barclays sur les vélos et les bornes.

## Systèmes de vélopartage dans le monde
| ville                                       | pays        | mise en service      | vélos  | stations | points d'ancrage | nom                         | site web |  |
| ------------------------------------------- | ----------- | -------------------- | ------ | -------- | ---------------- | --------------------------- | -------- |  |
| Montréal Westmount Longueuil Laval          | Canada      | mai 2009             | 3 000  | 300      | ?                | BIXI                        |          |  |
| Montréal Westmount Longueuil Laval          | Canada      | août 2009            | 5 000  | 400      | ?                | BIXI                        |          |  |
| Montréal Westmount Longueuil Laval          | Canada      | avril 2012           | 5 120  | 411      | 7 864            | BIXI                        |          |  |
| Montréal Westmount Longueuil Laval          | Canada      | avril 2013           | 5 120  | 461      | 9 614            | BIXI                        |          |  |
| Montréal Westmount Longueuil Laval          | Canada      | novembre 2018        | 6 250  | 540      | 11 875           | BIXI                        |          |  |
| Montréal Westmount Longueuil Laval          | Canada      | novembre 2019        | 7 430  | 610      | 14 800           | BIXI                        |          |  |
| Montréal Westmount Longueuil Laval          | Canada      | novembre 2020        | 8270   | 686      | ?                | BIXI                        |          |  |
| Ottawa Gatineau                             | Canada      | juin 2009            | 50     | 4        | ?                | BIXI                        | ?        |  |
| Ottawa Gatineau                             | Canada      | mai 2011             | 100    | 10       | ?                | Capital BIXI de la capitale |          |  |
| Ottawa Gatineau                             | Canada      | avril 2012           | 250    | 25       | ?                | Capital BIXI de la capitale |          |  |
| Melbourne                                   | Australie   | mai 2010,            | 610    | 52       | 1 000            | Melbourne Bike Share        |          |  |
| Campus Blackberry, Waterloo                 | Canada      | mai 2010,            | 25     | 8        | 56               | BIXI                        | ?        |  |
| Minneapolis Saint Paul                      | États-Unis  | juin 2010,           | 700    | 65       | 1 300            | Nice Ride Minnesota         |          |  |
| Minneapolis Saint Paul                      | États-Unis  | printemps 2011       | ?      | 115      | ?                | Nice Ride Minnesota         |          |  |
| Minneapolis Saint Paul                      | États-Unis  | printemps 2013       | 1325   | 146      | ?                | Nice Ride Minnesota         |          |  |
| Londres                                     | Royaume-Uni | juillet 2010,        | 6 000  | 400      | 10 000           | Barclays Cycle Hire         |          |  |
| Londres                                     | Royaume-Uni | mars 2012,           | 8 000  | 570      | 15 000           | Barclays Cycle Hire         |          |  |
| Londres                                     | Royaume-Uni | 2013                 | 9 200  | 687      | ?                | Barclays Cycle Hire         |          |  |
| Campus Washington State University, Pullman | États-Unis  | septembre 2010,      | 32     | 4        | ?                | Green Bikes                 |          |  |
| Campus Washington State University, Pullman | États-Unis  | 2012                 | 82     | 9        | ?                | Green Bikes                 |          |  |
| Washington D.C. Arlington Alexandria        | États-Unis  | septembre 2010       | 1 100  | 114      | ?                | Capital Bikeshare           |          |  |
| Washington D.C. Arlington Alexandria        | États-Unis  | première moitié 2011 | 1 300  | 150      | ?                | Capital Bikeshare           |          |  |
| Washington D.C. Arlington Alexandria        | États-Unis  | septembre 2011       | 1 300  | 156      | ?                | Capital Bikeshare           |          |  |
| Washington D.C. Arlington Alexandria        | États-Unis  | 2013                 | 2 552  | 252      | ?                | Capital Bikeshare           |          |  |
| Toronto                                     | Canada      | mai 2011,            | 1 000  | 80       | 1 500            | BIXI Toronto                |          |  |
| Boston Brookline Cambridge Somerville       | États-Unis  | juillet 2011,        | 600    | 60       | ?                | Bluebikes                   |          |  |
| Boston Brookline Cambridge Somerville       | États-Unis  | mars 2012            | 900    | 90       | ?                | Bluebikes                   |          |  |
| Québec                                      | Canada      | 9 juillet 2021       | 1300   | 115      | 2220             | àVélo                       |          |  |
| Chattanooga                                 | États-Unis  | 23 juillet 2012      | 300    | 30       | ?                | Bike Chattanooga            |          |  |
| New York                                    | États-Unis  | Mars 2013,           | 10 000 | 600      | 20 000           | Citi Bike                   | ?        |  |
| Chicago                                     | États-Unis  | 2013,                | 4000   | 400      | ?                | Divvy                       |          |  |
| Pittsburgh                                  | États-Unis  | 2014                 | 500    | 50       | ?                | ?                           | ?        |  |

## Prix et distinctions
- Classé au 19e rang du Palmarès des 50 meilleures inventions de 2008 selon Time Magazine[95].
- Gagnant du Prix Éco-Design INTÉRIEURS FERDIE[96][réf. incomplète].
- Gagnant du Gold Edison édition 2009 dans la catégorie Énergie et Développement Durable[97],[98].
- Remporte le prix Bronze dans la catégorie transport des International Design Excellence Awards (IDEA) pour le vélo BIXI, aux côtés de la toute nouvelle BMW Z4 Roadster.
- Remporté l’OR au Prix de leadership dans la catégorie Organismes sans but lucratif dans le secteur public canadien.
- Prix Québécois de l’entreprise citoyenne: BIXI est finaliste pour le prix québécois de l’entreprise citoyenne ; initiatives (actions, produits et services) citoyennes et durables initiées par les entreprises et les fondations d'entreprises.
- Remporte le Prix du projet de l’année 2010 PMI-Montréal, ainsi qu’un deuxième Prix du projet de l’année 2010 dans la catégorie Secteurs émergents(remportée par la SVLS, soutenue par la Ville de Montréal pour son projet BIXI).
- Remporte le prix du GOOD DESIGN Awards 2010[99].
- Remporte le Prix Servic Public remis par la SDC Montréal centre-ville pour le projet des BIXI électriques, 2020[100]
- Remporte la Mention Précurseur et le Coup de coeur du public aux prix Leaders en mobilité durable remis par les Centres de gestion des déplacements urbains, 2021 [101]
- Remporte le Coup de coeur du public aux prix Leaders en mobilité durable remis par les Centres de gestion des déplacements urbains, 2022[101]
- Remporte le Coup de coeur du public aux prix Leaders en mobilité durable remis par les Centres de gestion des déplacements urbains, 2023[101]